# アジャイガル
アジャイガル（ヒンディー語：अजैगढ、Ajaigarh）は、インドのマディヤ・プラデーシュ州、パンナー県の都市。

## 歴史

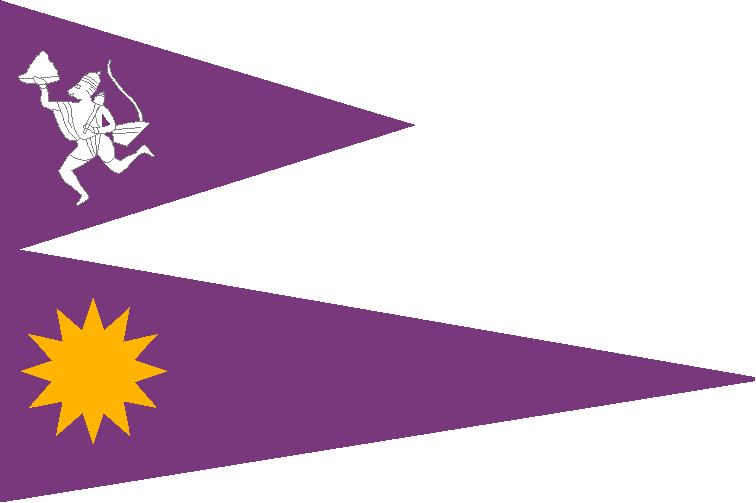
Flag of Ajaigarh State

1765年、ブンデールカンドのラージプートたるグマーン・シングによって建設された。
1809年、イギリスによってアジャイガルは占領され、ブンデールカンド管区に組み入れられた。
なお、アジャイガルの君主は藩王となり、アジャイガル藩王国は1947年まで存続した。

## 人口
2001年の統計では、13,979人であった。